# おたる☆浅草橋オールディーズナイト

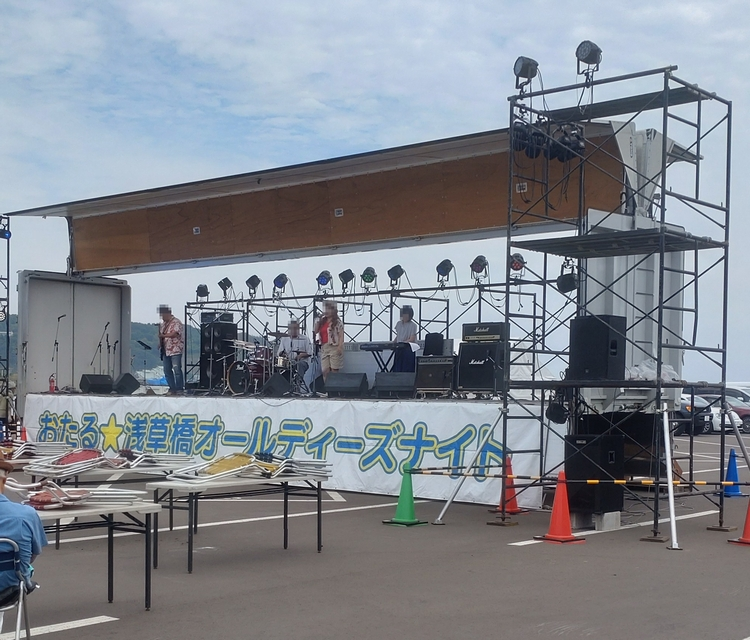
2024おたる☆浅草橋 オールディーズナイトvol.21

おたる☆浅草橋オールディーズナイト（おたるあさくさばしオールディーズナイト）は2004年7月から、小樽市港町の浅草橋街園を会場に、実行委員会主催で毎年7月に開催されているバンド競演イベント。2013年7月の第10回より、会場を小樽港第3ふ頭多目的広場(現おたるマリン広場)に移し開催され、2018年で15回目を迎える。2016年の8月1週目の週末に、運河プラザ中庭での野外ライブを開催し、8月末の北運河サウンドエナジーと合わせ、1か月半の間に3つの野外ライブイベントを実施開催している。その年より、～夏が始まる～おたる☆浅草橋オールディーズナイト、～真夏の～中庭音楽祭、～夏の終わりの～北運河サウンドエナジーと副題をつけて告知して、北海道全土より、多くのアマチュアバンドに参加いただいている。
| スタブアイコン | サブスタブ | この項目は、まだ閲覧者の調べものの参照としては役立たない、北海道に関連した書きかけの項目です。この項目を加筆・訂正などしてくださる協力者を求めています（P:日本の都道府県/北海道）。 |